# Buda (Blăgești), Bacău
Buda este un sat în comuna Blăgești din județul Bacău, Moldova, România.
 Acest articol despre o localitate din județul Bacău este deocamdată un ciot. Puteți ajuta Wikipedia prin completarea lui.